# Dorfkirche Eiche (Ahrensfelde)

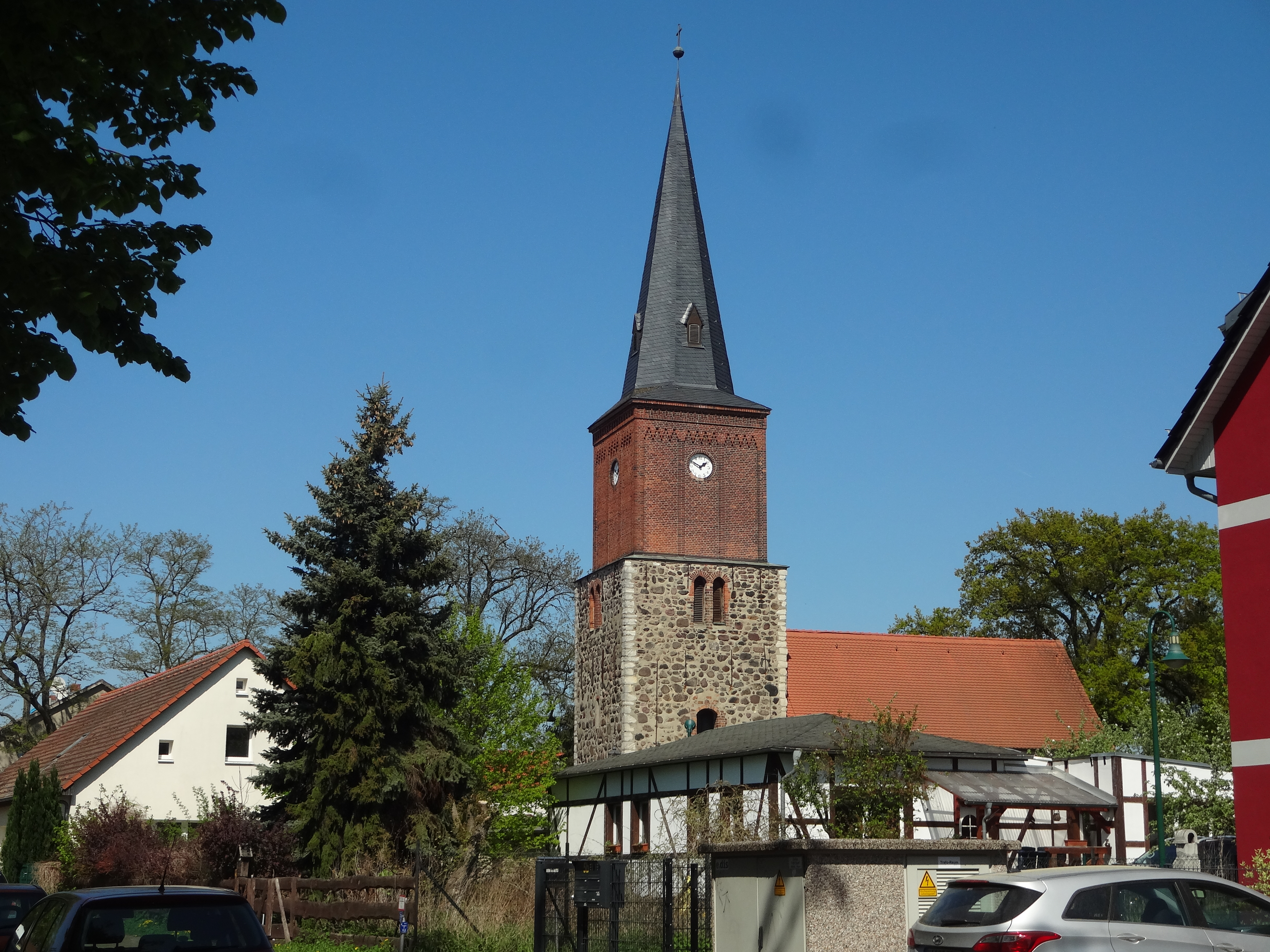
Dorfkirche Eiche (Ahrensfelde)

Die evangelische, denkmalgeschützte Dorfkirche Eiche steht in Eiche, einem Ortsteil der Gemeinde Ahrensfelde im Landkreis Barnim von Brandenburg. Die Kirchengemeinde gehört zur Gesamtkirchengemeinde Ahrensfelde-Mehrow-Eiche im Kirchenkreis Berlin Nord-Ost der Evangelischen Kirche Berlin-Brandenburg-schlesische Oberlausitz.

## Beschreibung
Das Langhaus der Saalkirche wurde im 13. Jahrhundert aus Feldsteinquadern erbaut. Der quadratische Kirchturm in Breite des Langhauses aus mit Ecksteinen versehenem unregelmäßigem Feldsteinmauerwerk entstand im 14./15. Jahrhundert. Das obere Geschoss beherbergt hinter den als Biforien gestalteten Klangarkaden den Glockenstuhl. Ende des 19. Jahrhunderts wurde der Kirchturm um ein Geschoss aus Backsteinen mit dem achtseitigen, schiefergedeckten Knickhelm erhöht.
Im 16. Jahrhundert wurden zwei Joche des Innenraums des Langhauses mit einem Kreuzrippengewölbe überspannt, das Joch im Osten mit einem Netzgewölbe. Die Orgel mit sieben Registern auf einem Manual und Pedal wurde 1962 als Opus 330 von Alexander Schuke Potsdam Orgelbau gebaut.